# Governatorato di al-Wusta
Il governatorato di al-Wusṭā, fino al 2011 regione di al-Wusṭā (in arabo المنطقة الوسطى الوسطى‎?, al-Minṭaqa al-Wusṭā) - cioè "Regione Centrale" - è una suddivisione dell'Oman. La superficie totale è di 79.700 km², la popolazione raggiunge i 267.140 abitanti, secondo il censimento del 2003. La capitale della regione è Haymā.

## Suddivisioni
Il governatorato è suddiviso nelle province di: Haymā, Duqm, Maḥūt e al-Jāzir.